# Константа стійкості комплексу
Константа стійкості комплексу, константа комплексоутворення — константа рівноваги реакції утворення комплексної частинки.

## Визначення
Для реакції приєднання молекул ліганда до вільного іона металу
{\displaystyle {\ce {M{}+nL\rightleftarrows ML_{n}}}}
константа стійкості комплексу має вигляд:
{\displaystyle {\ce {\beta _{\mathit {n}}={\frac {[ML_{n}]}{[M][L]^{n}}}}}},
де {\displaystyle {\ce {[M]}}} — рівноважна концентрація вільних іонів металу;
{\displaystyle {\ce {[L]}}} — рівноважна концентрація вільного ліганду;
{\displaystyle {\ce {[ML_{n}]}}} — рівноважна концентрація комплексної частинки.
У випадку ступінчастого процесу комплексоутворювання
{\displaystyle {\ce {M\ {\overset {\underset {+L}{}}{\rightleftarrows }}\ ML\ {\overset {\underset {+L}{}}{\rightleftarrows }}\ ML_{2}\ {\overset {\underset {+L}{}}{\rightleftarrows }}\ ...\ {\overset {\underset {+L}{}}{\rightleftarrows }}\ ML_{n}}}}
ступінчасті константи стійкості розраховуються за формулою:
{\displaystyle {\ce {{\mathit {K_{n}}}={\frac {[ML_{n}]}{[ML_{n-1}][L]}}}}},
причому {\displaystyle \beta _{n}=K_{1}\cdot K_{2}\cdot ...\cdot K_{n}}.
Величини, зворотні до констант стійкості, називають константами нестійкості комплексу.
Значення констант комплексоутворення знаходять експериментально вивчаючи зміну концентрації одного з компонентів при зміні складу системи метал-ліганд.

## Значення та застосування
Знання величин констант стійкості комплексу важливі у медицині. Процеси хелатування використовуються при лікуванні отруєнь важкими металами. Ідеальний ліганд мусить зв'язуватися лише з іонами цільового металу, але такого ступеня селективності дуже важко досягти. Прикладом розроблених ліків є, наприклад, синтетичний препарат деферіпрон, який за наявності двох атомів кисню селективно зв'язується з іонами Fe3+, не захоплюючи інших, двовалентних, іонів, присутніх в організмі людини: Mg2+, Ca2+ чи Zn2+.
Надлишок міді при хворобі Вільсона може бути вилучений з організму за допомогою триетилентетраміну (TETA). DTPA (діетилентріамінпентаоцтова кислота) використовується для лікування отруєнь плутонієм.
ЕДТА (етилендіамінтетраоцтова кислота) утворює настільки сильні комплекси з більшістю двовалентних катіонів, що знайшла безліч практичних застосувань. Наприклад, вона часто присутня у пральних порошках як пом'якшувач для води, оскільки вона ефективно зв'язує іони кальцію і магнію.

## Літуратура
- Алексєєв, С. О. Хімія комплексних сполук: навчальний посібник / С. О. Алексєєв. — К. ВПЦ «Київський університет», 2010. — 159 с.
- Arena, G.; Contino, A; Longo, E; Sciotto, D; Spoto, G; J. (2001). «Selective complexation of soft Pb2+ and Hg2+ by a novel allyl functionalized thioamide calix[4]arene in 1,3-alternate conformation: a UV-visible and H-1 NMR spectroscopic investigation». J. Chem. Soc.-Perkin Trans. 2 (12): 2287—2291.
- Runge, V. M.; Scott, S. (1998). Contrast-enhanced Clinical Magnetic Resonance Imaging. University Press of Kentucky. ISBN 0-8131-1944-8.
- Глосарій термінів з хімії / укладачі: Й. Опейда, О. Швайка ; Ін-т фізико-органічної хімії та вуглехімії ім. Л. М. Литвиненка НАН України, Донецький національний університет. — Донецьк : Вебер, 2008. — 738 с. — ISBN 978-966-335-206-0.